# 삼림욕

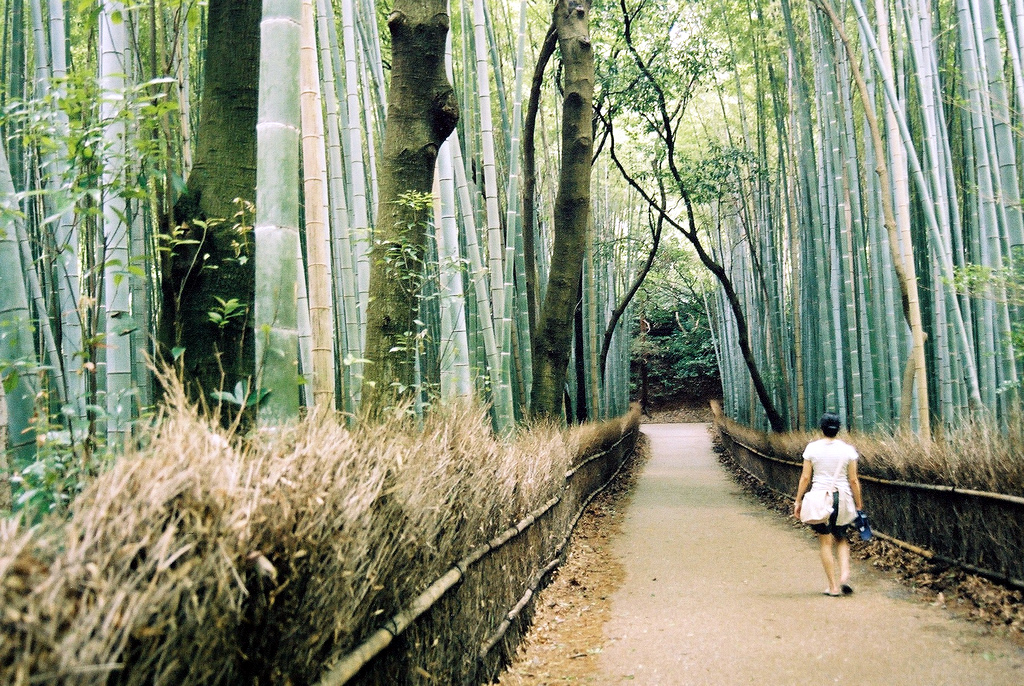

삼림욕(森林浴)은 건강 관리 또는 치료를 목적으로 숲에서 가지는 휴식 및 휴양을 취하는 것을 말한다. 독일에서 비롯되었으며, 유럽과 일본 등에서 널리 애용되고, 한국에도 확산되었다. 나무는 많은 산소를 배출하고 박테리아 등 미생물을 죽이는 '피톤치트'라고 불리는 살균 물질을 발산한다. 이 피톤치트가 신체에 활력을 주고 노화방지에 큰 효능이 있다. 유의어로 산림욕(山林浴)이 있다. 삼림욕을 목적으로 설립된 시설이나 환경은 삼림욕장(森林浴場)으로 부른다.

## 같이 보기
- 자율 감각 쾌락 반응